# Amis du Monde diplomatique
Pour les articles homonymes, voir AMD.
 (février 2017).
Les Amis du Monde diplomatique (en abrégé AMD) est une association loi de 1901 créée en 1996 pour rassembler les lecteurs du Monde diplomatique devenus actionnaires de la société anonyme éditrice de leur mensuel, au terme de la structuration de son capital en 1996.
À la suite de sa montée au capital du Monde diplomatique, les « Amis du diplo » sont devenus un réseau de lecteurs-acteurs organisant des nombreux événements chaque année autour des publications du mensuel en France et à l'international.

## Histoire de l’association
La création de l'association « les Amis du Monde diplomatique » a institutionnalisé l'autonomisation rédactionnelle de la filiale Le Monde diplomatique par rapport à sa société-mère, la SA Le Monde, propriétaire de 51 % des actions de la filiale.
Avec 25 % du capital, les Amis du Monde diplomatique constituent désormais le deuxième actionnaire du Monde diplomatique devant l'équipe rédactionnelle (24 %) rassemblée quant à elle dans l'association Günter Holzmann.
Les Amis du Monde diplomatique représentent l'actionnariat des lecteurs au sein du conseil de surveillance du Monde diplomatique et ils prennent à ce titre une part active au processus de désignation du directeur de la publication.
L'association Les Amis du Monde diplomatique est constituée de groupes de lecteurs rassemblés sur une base géographique en France ou à l'étranger. Dans l'hexagone, les Amis du Diplo sont aussi bien présents à Angoulême, Rennes, Lille, Carcassonne, Nancy ou en Châlons-en-Champagne. Chaque groupe est animé par un correspondant local agréé par le conseil d'administration de l'association. Elle comptait, en 2020, près de quatre mille adhérents à jour de leur cotisation.
La gouvernance de l'association est assumée par un conseil d'administration composé d'administrateurs élus tous les cinq ans pour deux tiers de ses membres par un collège des fondateurs et, pour le tiers restant, par les adhérents.
L'association fut successivement présidée par Claude Julien, Riccardo Petrella, José Vidal-Beneyto puis Françoise Calvez, Dominique Franceschetti et Marc Le Glatin. Le président en exercice (2020-2025) est Antony Burlaud.

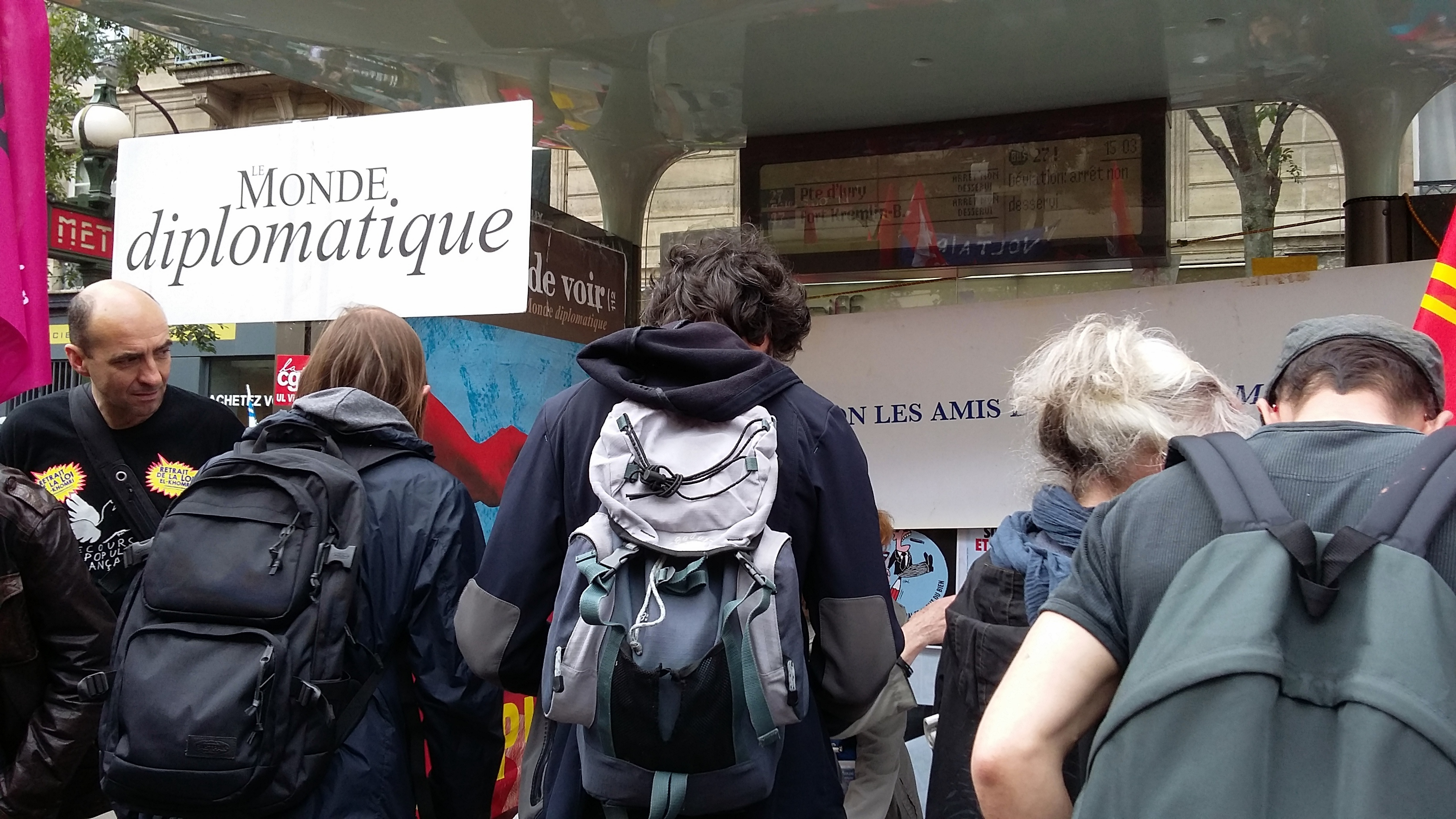
Vente militante du Monde diplomatique par les AMD le long d'un cortège de manifestants contre la loi El Khomri.

L'association des lecteurs cherche à promouvoir les analyses du journal et développer la diffusion de celui-ci à travers une activité militante notamment marquée par l'organisation de conférences et de présence dans les lieux de débats intellectuels et de manifestations sociales (par exemple : Forum social mondial, Forum social européen, Festival international de géographie, Les Rendez-vous de l'histoire, Fête de l'Humanité, Les Rencontres déconnomiques d'Aix-en-Provence, etc.).
Elle participe par ailleurs à la promotion de films documentaires exprimant une pensée anti-oligarchique similaire à celle du mensuel (par exemple  Les Nouveaux Chiens de garde ou Merci Patron !).
Elle bénéficie d'une rubrique mensuelle dans le journal Le Monde diplomatique faisant état de l'activité de ses groupes locaux.
Les AMD, sensibles à l'omniprésence des opérateurs marchand sur la Toile, ont promu en mai 2015 un réseau social libre, ouvert, dépourvu de messages publicitaires, où s'échangent les informations critiques et altermondialistes, dénommé Zinc, acronyme de "Zone Internet Non Commerciale". Cette initiative des AMD illustre également l'engagement constant pour l'usage des logiciels libres par le Monde diplomatique. Ce réseau était destiné à faciliter la recommandation de liens entre pairs en permettant de référencer facilement textes, sons, images ou vidéos ainsi que de suivre des auteurs et de participer aux débats, mais il a été décidé de l'abandonner au vu de la faible fréquentation.
L'association soutient par ailleurs la diffusion du journal Le Monde diplomatique dans les pays du Sud en dispensant des abonnements par le biais d'un fonds « lecteurs solidaires ».
L'association a convié ses membres et les lecteurs du Monde diplomatique à fêter les vingt ans d'indépendance du journal le samedi 8 octobre 2016 à la salle de spectacle Centquatre à Paris. À l'occasion de cet anniversaire, l'association a réalisé une vidéo présentant son activité et la composition de ses membres.
Afin d'assumer le renouvellement de lectorat du journal, les Amis du Monde diplomatique s'astreignent à privilégier la diffusion du Monde diplomatique au sein du milieu étudiant. Cet objectif se traduit par la participation de l'association à l'organisation du « concours étudiant » du Monde diplomatique ainsi que par la création, depuis 2017, de groupes spécifiques de lecteurs autour de « cafés-diplo » organisés au sein des universités et grandes écoles.